# Peter John Elliott

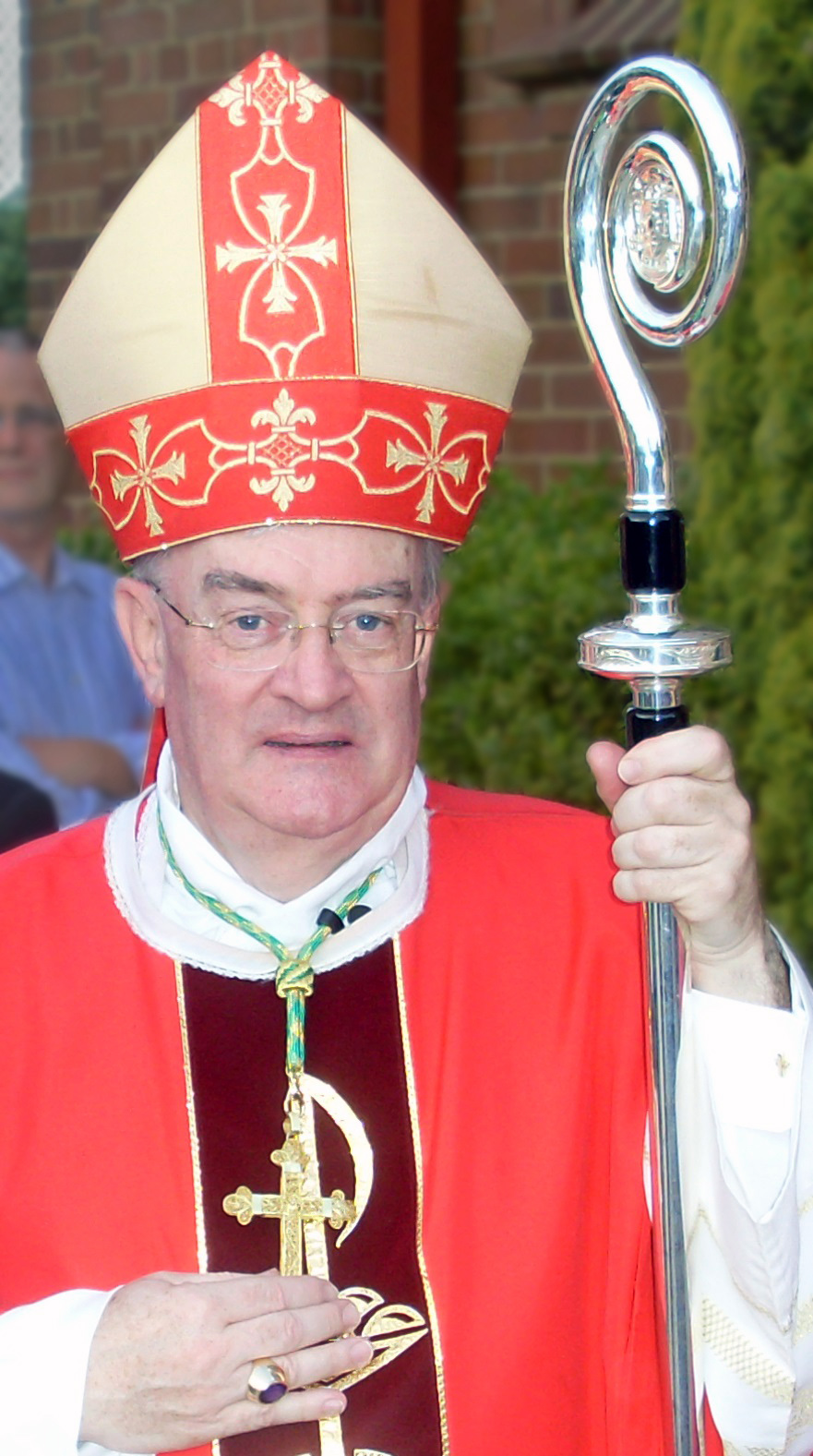
Peter John Elliott, 2008

Peter John Elliott (* 1. Oktober 1943 in Melbourne; † 6. August 2025 ebenda) war ein australischer Geistlicher und römisch-katholischer Weihbischof in Melbourne.

## Leben
Elliott erwarb einen Master of Arts in Geschichte an der Universität Melbourne und einen Master of Arts in Theologie an der Universität Oxford, wo er in die katholische Kirche aufgenommen wurde. Er kehrte 1969 nach Melbourne zurück und studierte am Corpus Christi College in Glen Waverley, Melbourne, für das Priesteramt. Der Erzbischof von Baltimore und päpstlicher Legat, Lawrence Joseph Kardinal Shehan, weihte ihn am 19. Februar 1973 während des 40. Internationalen Eucharistischen Weltkongresses zum Priester.
Er arbeitete in der Seelsorge in Springvale South, Lilydale und Mentone, wo er Sekretär von Bischof John Anthony Kelly (1979–1984) war. Außerdem war er 1987 für kurze Zeit Seelsorger in Hampton East. 1984 begann er sein Doktoratsstudium am Päpstlichen Institut Johannes Paul II. für Studien zu Ehe und Familie an der Lateranuniversität in Rom und erhielt 1986 den Doktorgrad in Theologie mit einer Dissertation über die Sakramentalität der Ehe.
Im April 1987 kehrte er nach Rom zurück, um im Päpstlichen Rat für die Familie zu arbeiten, und wurde 1992 zum Kaplan Seiner Heiligkeit ernannt.  Während seiner zehnjährigen Tätigkeit im Vatikan reiste er viel und nahm an internationalen Kursen und Konferenzen über Familie und Ehe auf allen Kontinenten teil, darunter die Konferenz der Vereinten Nationen über Bevölkerung in Kairo (1994), der Sozialgipfel der Vereinten Nationen in Kopenhagen und die Konferenz der Vereinten Nationen über Frauen in Peking (1995).
Am 1. Dezember 1997 kehrte er als Bischofsvikar für Religionsunterricht nach Melbourne zurück. Er war unter anderem Herausgeber der religiösen Lehrbücher im Erzbistum Melbourne „To Know, Worship and Love“ (Wissen, verehren und lieben) und Autor zahlreicher Bücher und Artikel in den Bereichen Theologie, Kirchengeschichte, Katechese, Liturgie, Ehe und Familie, Apologetik und Demografie.
2001 wurde er zum Pfarrer von Malvern East ernannt. 2002 wurde er zum Mitglied der Internationalen Kommission für Katechese der Kongregation für den Klerus ernannt. 2004 wurde er zum Direktor der Melbourne-Sektion des Johannes Paul II. Instituts für Ehe und Familie ernannt und im Jahr 2005 zum Ehrenprälaten und anschließend zum Auditor der Bischofssynode über die Eucharistie im Oktober desselben Jahres.
Papst Benedikt XVI. ernannte ihn am 30. April 2007 zum Titularbischof von Manaccenser und Weihbischof in Melbourne. Der Erzbischof von Melbourne, Denis Hart, spendete ihm am 15. Juni desselben Jahres die Bischofsweihe; Mitkonsekratoren waren George Kardinal Pell, Erzbischof von Sydney, und Ambrose Battista De Paoli, Apostolischer Nuntius in Australien.
Elliot war Mitglied der Bischöflichen Kommission für Liturgie der Diözese Melbourne. In der Australischen Katholischen Bischofskonferenz war er stellvertretender Bischof des Australischen Katholischen Behindertenrats und Mitglied der Bischofskommission für Liturgie. 2009 wurde er zum Delegierten der Kongregation für die Glaubenslehre und der Australischen Katholischen Bischofskonferenz für die Einrichtung eines Personalordinariats für ehemalige Anglikaner ernannt. Zudem war er in der Kommission des Vatikans für „Anglicanae Traditiones“ tätig, die einen „anglikanischen Ritus“ des römischen Ritus für die Ordinariate vorbereitet. 2015 wurde Elliott zum Bischofsvikar für Religionsunterricht ernannt. Er war weiterhin für die theologische Aufsicht über die Lehrbücher „To Know, Worship and Love“ zuständig.
Papst Franziskus nahm am 3. November 2018 seinen altersbedingten Rücktritt an.

## Schriften
- Liturgical Question Box: Answers to Common Questions About the Modern Liturgy. Ignatius, San Francisco 1998, ISBN 978-0-89870-677-2.
- Ceremonies of the Liturgical Year. According to the Modern Roman Rite. Ignatius, San Francisco 2002, ISBN 978-0-89870-829-5.
- Ceremonies of the Modern Roman Rite. The Eucharist and the Liturgy of the Hours. Ignatius, San Francisco 2005, ISBN 978-0-89870-830-1.